# Bidayuh
Die Bidayuh, englisch auch als Land Dayak bezeichnet, sind eine indigene Volksgruppe der Insel Borneo und zählen zu den Dayak-Völkern. Heute siedeln sie im Südwesten des zu Malaysia gehörenden Bundesstaates Sarawak und der angrenzenden indonesischen Provinz Kalimantan Barat. Der größte Teil der Bidayuh in Sarawak lebt in den Verwaltungsdivisionen Kuching und Samarahan in einem Umkreis von etwa 40 km um die als „Greater Kuching“ bezeichnete Region. Heute sind viele Bidayuh nach Kuching, der Hauptstadt von Sarawak, gezogen.
Die meisten Bidayuh-Siedlungen befinden sich in den ländlichen Gebieten von Lundu, Bau, Penrissen, Padawan und Serian, wo sie zumeist auch die größte Bevölkerungsgruppe stellen. Ihr Hauptsiedlungsgebiet liegt an den Oberläufen der Flüsse Lundu, Sarawak, Sadong und Samarahan. Traditionell betrieben sie Wanderfeldbau und Jagd. Heute sind fast alle traditionellen Langhäuser durch einzelne Häuser mit Straßen ersetzt worden. Es gibt etwas Plantagenwirtschaft und ein wenig Anbau von Bergreis. Fruchtbäume, besonders der Durianbaum, dienen immer noch zur Kennzeichnung von Besitz. Ein wichtiges kulturelles und architektonisches Merkmal der Bidayuh war das Häuptlingshaus, das heute als Symbol genutzt wird. Das „Baruk“ ist ein rundes Haus, das etwa 1,5 Meter vom Boden errichtet wird.

## Sprachen
Im Allgemeinen werden heute in Sarawak drei sprachliche Gruppen angenommen: Biatah, Bau-Jagoi und Bukar-Sadong. Anhand von Unterschieden im Wortschatz und der Betonung können Einheimische jedoch oft die Herkunft eines Sprechers aus einem bestimmten Dorf erkennen. Die Dialekte kann man zu folgenden Gruppen zusammenfassen:
- Die Lundu sprechen Salako und Lara.
- Die Bratak, Singai, Krokong und Jagoi sprechen Singai-Jagoi.
- Die Penrissen und die Umgebung von Sibu spricht Biatah.
- Bidayuh, die um Serian leben, wie die Tebekang, Mongkos und von Tebedu bis zu Tanjung Amo nahe der Grenze zu der indonesischen Provinz Kalimantan, sprechen Bukar-Sadong.
- Die Bidayuh in Padawan sprechen mehrere verwandte Dialekte wie Pinyawa, Braang, Bia, Sepug und Emperoh.

Da nicht alle Dialekte gut untereinander verständlich sind, wird oft Malaiisch oder Englisch als Verkehrssprache genutzt. 

## Religion
Die Ethnische Religion der Bidayuh war ursprünglich animistisch, aber seit der Zeit der Rajahs Brooke, als Missionare eine schulische und medizinische Versorgung brachten, und nach der Kolonialzeit, als die Malaien mehr politischen Einfluss bekamen, ging der animistische Einfluss drastisch zurück. Die meisten Dörfer haben entweder eine römisch-katholische oder anglikanische Kirche. Moscheen sind eher selten. Selten gibt es mehr als einen religiösen Bau in einem Dorf, da dieser sonst die Dorfgemeinschaft spalten könnte. Die Biatah um den Sarawak Fluss neigen dazu, Anglikaner zu sein, während die Leute im Gebiet von Bau eher Katholiken sind.